# Odd Molly
Odd Molly  är ett varumärke ägt av företaget Odd Molly International AB och senare Odd Molly Sverige AB. Dess huvudsakliga verksamhet var tidigare försäljning av kläder och accessoarer. 

## Historik
Företaget (org nr 556627-6241) grundades 2002 av chefsdesignern Karin Jimfelt-Ghatan, initiativtagaren Per Holknekt samt finansiären och förre styrelseordföranden Christer Andersson.
Odd Molly International AB noterades i juni år 2010 på NASDAQ OMX.
2013 hade bolaget över 1 200 återförsäljare i mer än 30 länder världen över, samt ett antal egna butiker i bland annat Stockholm, Täby, Barkarby,  Kungsbacka och Köpenhamn.
2018 utsågs Jennie Högstedt Björk till verkställande direktör. 
Efter att bolaget hösten 2009 köpt sin första fastighet och sedan Ilija Batljan och Rutger Arnhult hösten 2019 blivit storägare i Odd Molly International AB bytte bolaget den 22 oktober 2021 namn till Logistea AB och blev ett renodlat fastighetsbolag. Modeverksamheten placerades i Odd Molly Sverige AB (org nr 556953-9066), som den 1 juli 2021 förvärvades av We aRe Spin Dye (WRSD) AB, som sysslade med färgning av syntetiska textilier och som i november 2021 avtalade om att förvärva Best of Brands Europe AB, där Pelle Törnberg med 34,3% var största ägare. Dessa samgåenden resulterade i att MBRS Group AB (org nr 556961-6815) bildades med Pelle Törnberg som största aktieägare och att bolaget var börsnoterat på NGM (Nordic Growth Market) Nordic SME. MBRS ansökte sedan om konkurs för shoppingplattformarna Campadre och Best of Brands innan Odd Molly Sverige AB i oktober 2022 ansökte om företagsrekonstruktion. 
För en miljon kronor sålde MBRS i december 2023 samtliga aktier i Odd Molly Sverige AB till Noa Noa, ägt av danska Nordic Fashion Brands A/S. MBRS ansökte därefter om frivillig likvidation, vilken förmodligen kommer att avslutas i slutet av 2024. Danska Fashon Brands A/S hamnade under tvångsupplösning och koncernen försattes därefter i rekonstruktion.
Verksamhetsåret 2022 omsatte Odd Molly Sverige AB 269 miljoner kronor och gjorde en förlust på -18,2 miljoner kronor. Någon årsredovisning för 2023 hade ännu inte inlämnats när Odd Molly Sverige AB den 25 september 2024 försattes i konkurs på egen begäran.